# Distretto di Nuevo Progreso
Il distretto di Nuevo Progreso è uno dei cinque distretti  della provincia di Tocache, in Perù. Si trova nella regione di San Martín e si estende su una superficie di 860,98 chilometri quadrati.

Istituito il 6 dicembre 1984, ha per capitale la città di Nuevo Progreso; al censimento 2005 contava 9.569 abitanti.